# 徳島県道261号菅生伊良原線
徳島県道261号菅生伊良原線（とくしまけんどう261ごう すげおいいらはらせん）は、徳島県三好市から美馬郡つるぎ町に至る一般県道である。

## 概要
三好市東祖谷菅生から美馬郡つるぎ町一宇に至る。起点から終点まで通りぬけは可能であるが、県道指定は途中で途切れ、途中区間の一部は林道となっている。

### 路線データ
- 起点：三好市東祖谷菅生（国道439号交点）
- 終点：美馬郡つるぎ町一宇（国道438号交点）
- 総延長：4,332 m[1]

## 歴史
- 1959年（昭和34年）1月31日 - 徳島県道127号として認定。
- 1972年（昭和47年）3月10日 - 現在の路線番号で再認定。

## 地理

### 通過する自治体
- 徳島県
  - 三好市 - 美馬郡つるぎ町

### 交差する道路
| 交差する道路             | 市町村名 | 市町村名 | 交差する場所 | 交差する場所 |
| ------------------------ | -------- | -------- | ------------ | ------------ |
| 国道439号 国道492号 重複 | 三好市   | 三好市   | 東祖谷菅生   | 起点         |
| 未供用区間               |          |          |              |              |
| 国道438号                | 美馬郡   | つるぎ町 | 一宇         | 終点         |

### 沿線
- 祖谷川
- 貞光川